# الوشاح الأسود

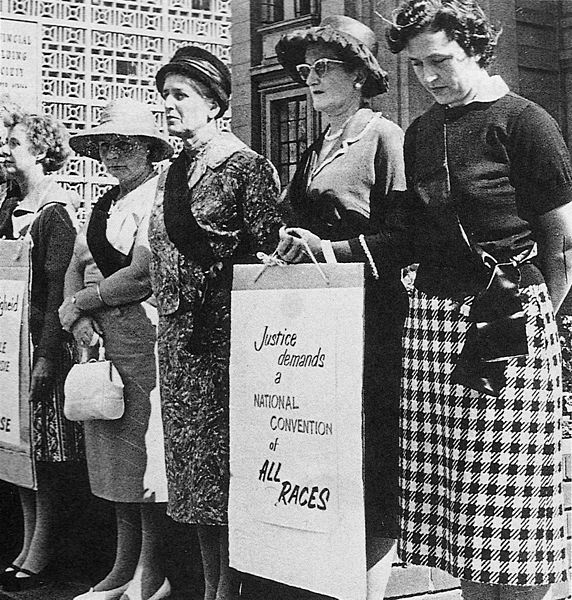
مظاهرة لأعضاء من الوشاح الأسود بين عام 1955 وعام 1960

الوشاح الأسود (بالإنجليزية: Black Sash)‏ هي منظمة جنوب أفريقية لحقوق الإنسان مقاومة نسائية لاعنفية للنساء البيض الليبراليات في جنوب أفريقيا أسستها كل من جين سنكلير وروث فولي وإليزابيث مكلارين وتيرتيا بايبس وجين بوسازا هيلين نيوتون-ثومبسون بتاريخ 19 مايو عام 1955. اجتمعت العضوات المؤسسات في حفلة شاي بجوهانسبورغ قبل أن يقررن تنظيم حركة مناهضة لقانون مجلس الشيوخ. ونجحن في تنظيم وقفة تضامنية بلغ عدد المشاركين فيها نحو 2000 امرأة سرن من ضاحية جوبيرت بارك حتى قاعة مدينة جوهانسبورغ.
اُستوحي اسم المنظمة من النساء اللواتي ارتدين أوشحةً سوداء على أحد الكتفين خلال مشاركتهن في الوقفات الصامتة احتجاجاً على القوانين التمييزية.

## الأصول
تأسست منظمة الوشاح الأسود في 19 مايو 1955 من قبل ست نساء بيض من الطبقة المتوسطة، جين سينكلير وروث فولي وإليزابيث ماكلارين وترتيا بايبس وجان بوسازا وهيلين نيوتن-تومسون. تأسست المنظمة بصفتها رابطة دفاع المرأة عن الدستور ولكن اختُصر اسمها في النهاية من قبل الصحافة باسم الوشاح الأسود بسبب عادة النساء في ارتداء الأوشحة السوداء في اجتماعات الاحتجاج.:79 ترمز هذه الأوشحة السوداء إلى الحداد على دستور جنوب إفريقيا.:79 اجتمع الأعضاء المؤسسون لتناول الشاي في جوهانسبرج قبل أن يقرروا تنظيم حركة ضد قانون مجلس الشيوخ. ونجحوا في إقامة وقفة احتجاجية ضمت 2000 امرأة ساروا من جوبيرت بارك إلى قاعة مدينة جوهانسبرج.
قالت المديرة الوطنية لمنظمة الوشاح الأسود مارسيلا نايدو في خطابٍ ألقتهُ في شهر يونيو من عام 2005 أن عضوات المنظمة «استخدمن الأمن النسبي الكامن في تصنيفهن العرقي الامتيازي ليتحدثن علناً ضد النسف التدريجي لحقوق الإنسان في البلاد. اُرتديت أوشحتهم السوداء البارزة كعلامة على الحداد واحتجاجاً على تعاقب القوانين الظالمة. ولكنهن لم يكن قي الشوارع وحسب؛ فقد قضت المتطوعات الكثير من الساعات في الشبكة الوطنية لمكاتب النصح وفي مراقبة المحاكم ومكاتب الاجتياز.»

## النشاط المناهض للفصل العنصري
قام منظمة الوشاح الأسود في البداية بحملة ضد إزالة الناخبين الملونين أو المختلطين من قائمة الناخبين في مقاطعة كيب من قبل حكومة الحزب الوطني. عندما بدأ نظام الفصل العنصري في التغلغل إلى كل جانب من جوانب الحياة في جنوب إفريقيا، تظاهر أعضاء المنظمة ضد قوانين المرور وإدخال تشريعات الفصل العنصري الأخرى. وفتحت المنظمة لاحقًا مكاتبًا استشارية لتقديم المعلومات المتعلقة بحقوقهم القانونية لغير البيض في جنوب إفريقيا المتأثرين بهذا التشريع. كانت مكاتب المشورة هذه دورًا حاسمًا في دور المنظمة الشجاع والمبدئي كمكون حيوي للمجتمع المدني.
بين عامي 1955 و1994، قدمت منظمة الوشاح الأسود دليلًا واسع النطاق ومرئيًا على مقاومة البيض لنظام الفصل العنصري. في الواقع، خلال الستينيات ومعظم السبعينيات من القرن الماضي، كانت منظمة الوشاح الأسود والاتحاد الوطني لطلاب جنوب إفريقيا يمثلان المعارضة البيضاء الوحيدة للحكومة خارج البرلمان. عمل أعضاؤها كمدافعين متطوعين للأسر المتضررة من قوانين الفصل العنصري. نظمت مظاهرات منتظمة في الشوارع؛ وأحاديث في الاجتماعات السياسية. عرضت قضايا الظلم على أعضاء البرلمان، وأبقت الوقفات الاحتجاجية خارج البرلمان والمكاتب الحكومية. شُوهت سمعة العديد من الأعضاء داخل مجتمعاتهم البيضاء المحلية، ولم يكن من غير المعتاد أن تتعرض النساء اللائي يرتدين الوشاح الأسود للاعتداء الجسدي من قبل مؤيدي الفصل العنصري.
انضمت شينا دنكن إلى منظمة الوشاح الأسود عام 1963، وقادتها لسنوات عديدة، لتصبح رئيسة مدى الحياة. في وقتها، كُتب العديد من الكتيبات وتُرجمت إلى لغات السكان الأصليين لإعلام الناس بحقوقهم القانونية في ظل نظام الفصل العنصري.
في ثمانينيات من القرن العشرين، شكلت منظمة الوشاح الأسود لجنة فرعية تسمى لجنة العمل الريفي في ترانسفال والتي كانت فيما بعد جزءًا من اللجنة الوطنية للأراضي لمساعدة المجتمعات غير البيضاء التي تعرضت للإزالة القسرية للأراضي.:61 كما أنشأت المنظمة ومولت حركة المرأة الريفية، ودعمت حقوق المرأة الريفية غير البيضاء فيما يتعلق بالميراث وملكية الأرض، في عام 1986.:61 وظفت لجنة العمل الريفي في ترانسفال ليديا كومبي لتنسيق حركة المرأة الريفية في عام 1986، وأصبحت نوملانغانو بيوتي مخيزي، من دريفونتين، أول رئيسة لها.
في عام 1983، دعت منظمة الوشاح الأسود إلى إلغاء التجنيد العسكري. لعبت المنظمة دورًا أساسيًا في تأسيس حملة إنهاء التجنيد التي كانت ضد الخدمة العسكرية الإجبارية من قبل الشباب البيض.